# Wear Valley
Wear Valley var mellan 1974 och 2009 ett distrikt i grevskapet Durham, England. Distriktet har 61 339 invånare (2001). År 2009 blev distriktet en del av enhetskommunen Durham.
 

## Civil parishes
- Dene Valley, Edmondbyers, Hunstanworth, Stanhope, Tow Law, West Auckland, Witton-le-Wear, Wolsingham och Wolsingham Park Moor lands cmn to Stanhope, Tow Law and Wolsingham.[2]